# سهره سبز نوک‌باریک
سهره سبز نوک‌باریک (نام علمی: Carduelis aurelioi)، یک پرنده آوازخوان منقرض‌شده از خانواده سهرگان (Fringillidae) است. بومی جزیره تنریف در جزایر قناری بود و پس از سکونت انسان در این جزایر منقرض شد.
نوک سهره سبز نوک‌باریک کشیده‌تر، نازک‌تر و مخروطی‌تر از نوک سهره‌های سبز دیگر بود و از نظر شکلی شبیه به منقار سهره‌های جنگلی بود.

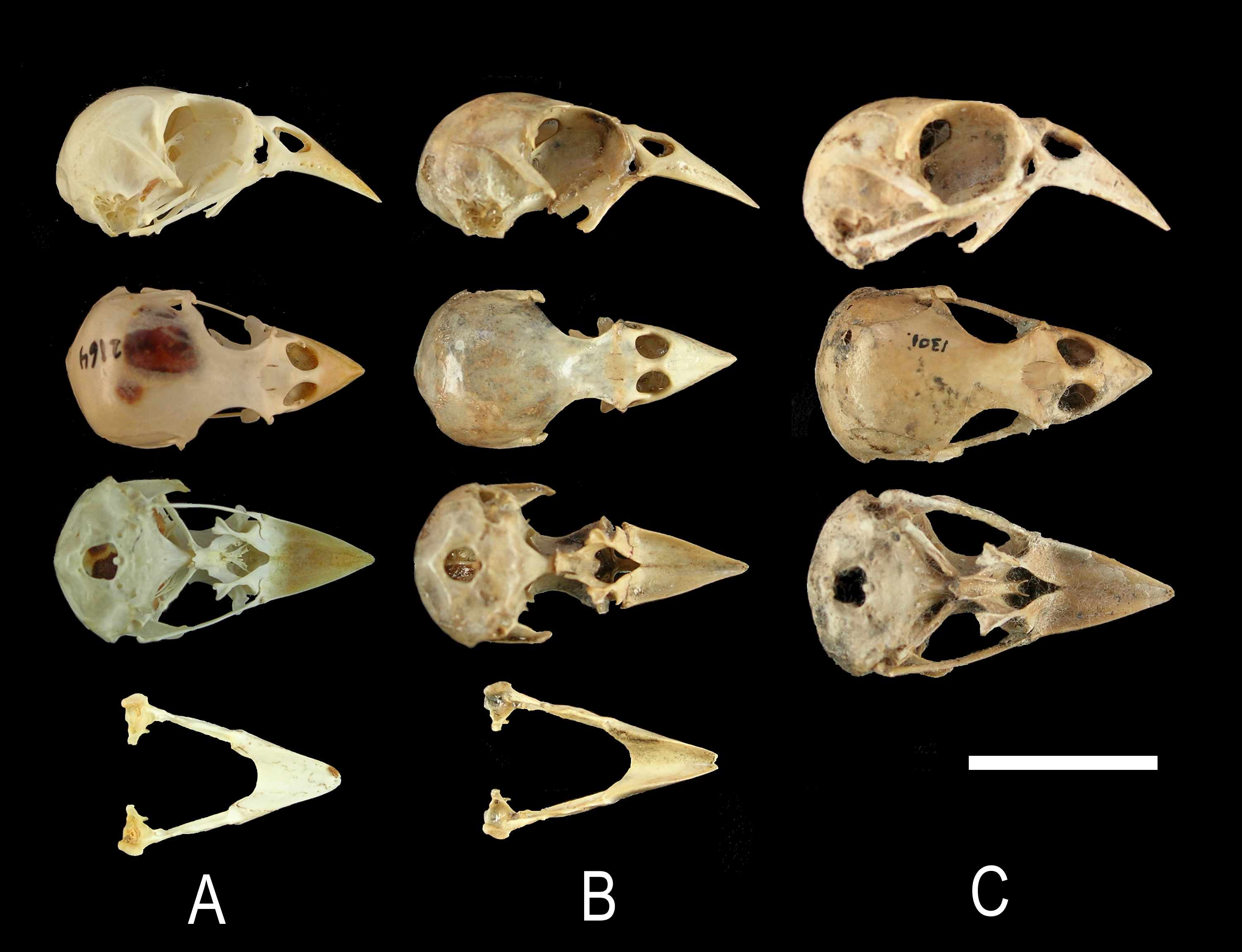
جمجمه و فک پایین سهره سبز نوک‌باریک (B)، در مقایسه با سهره سبز اروپایی (A) و سهره سبز تریاس (C)